# بلح البحر المنفوخ
بلح البحر المنفوخ (الاسم العلمي:Mytilus inflatus) هو نوع من الحيوانات يتبع جنس بلح البحر من فصيلة بلحيات البحر البحرية.